# Guatteria duckeana
Guatteria duckeana är en kirimojaväxtart som beskrevs av Robert Elias Fries. Guatteria duckeana ingår i släktet Guatteria och familjen kirimojaväxter. Inga underarter finns listade i Catalogue of Life.